# Ecoship
 (janvier 2009).
Si vous disposez d'ouvrages ou d'articles de référence ou si vous connaissez des sites web de qualité traitant du thème abordé ici, merci de compléter l'article en donnant les références utiles à sa vérifiabilité et en les liant à la section « Notes et références ».
Le terme ecoship désigne les bateaux « de demain » dont la conception et la construction prennent en compte des contraintes liées à la protection de l'environnement.

## Caractéristiques
Cette volonté de réduire l'impact des navires sur l'environnement passe par plusieurs points :
- Lors de la fabrication, l'utilisation de matériaux et de méthodes de production plus respectueux de l'environnement, la réduction de la consommation de matières premières et la prolongation la durée de vie utile du produit.
- Réduire la consommation d'énergie en accroissant l'efficacité énergétique des systèmes de propulsion, en réduisant la masse des coques et en augmentant leur hydrodynamisme.
- Mais aussi utiliser de nouvelles sources d'énergie innovantes et écologiques.
- Ainsi qu'accroître l'efficacité des transports et de la logistique et optimiser la capacité de chargement.